# Dietwald Gruehn
Dietwald Nikolai Werner Gruehn (* 9. Mai 1964 in Münster) ist ein deutscher Landschaftsökologe und Landschaftsplaner.

## Biografie
Dietwald Gruehn ist Sohn von Reginald Gruehn und der Kirchmusikerin Brigitte Gruehn. Nach dem Abitur an der Liebigschule Gießen im Jahr 1983 und dem Wehrdienst studierte er von 1985 bis 1991 an der Technischen Universität Berlin Landschaftsplanung und schloss als Diplomingenieur ab. 
Gruehn war von 1991 bis 1997 wissenschaftlicher Mitarbeiter und von 1997 bis 2003 wissenschaftlicher Assistent bei Hartmut Kenneweg am Fachgebiet Landschaftsplanung, Landschaftspflege und Naturschutz der TU Berlin. Parallel dazu studierte er von 1991 bis 1997 an der Fernuniversität in Hagen Öffentliches Recht. 
Gruehn wurde 1997 mit einer planungswissenschaftlichen empirischen Arbeit bei Hartmut Kenneweg zum Doktor der Ingenieurwissenschaften an der TU Berlin promoviert.
2003 war Gruehn im Rahmen des Leonardo da Vinci–Programms der Europäischen Union in Riga tätig und ging von 2003 bis 2004 als Gastprofessor an die Schwedische Universität für Agrarwissenschaften nach Alnarp.
2004 habilitierte sich Gruehn an der TU Berlin auf der Grundlage einer landschaftsökologischen Arbeit und erhielt die Venia Legendi für das Fach Landschaftsplanung, Landschaftspflege und Naturschutz.
Von 2005 bis 2006 war Gruehn zugleich Privatdozent an der TU Berlin und Leiter der Abteilung Umweltplanung im Austrian Research Centers (heute: Austrian Institute of Technology) in Seibersdorf und Wien.
2006 nahm Gruehn als Nachfolger von Lothar Finke den Ruf auf den Lehrstuhl für Landschaftsökologie und Landschaftsplanung an der Fakultät Raumplanung der Technischen Universität Dortmund an. Dort war er ferner von 2007 bis 2008 stellvertretender Leiter des Instituts für Raumplanung (IRPUD). Im Zeitraum von 2009 bis 2010 übernahm Gruehn von Hans Heinrich Blotevogel die Leitung des IRPUD als geschäftsführender Direktor und war kommissarischer Leiter des Lehrstuhls für Raumordnung und Planungstheorie.
2010 wurde Dietwald Gruehn von der School of Planning, Design & Construction der Michigan State University zum Adjunct Professor of Urban and Regional Planning ernannt.
Gruehns Arbeitsschwerpunkte umfassen unter anderem planungsbezogene empirische Wirkungsforschung, Weiterentwicklung landschafts- und umweltplanerischer Instrumente, Methodenvalidierung und -entwicklung, Klimafolgenforschung und Freiraumforschung. 